# James Bay
James Michael Bay (Hitchin, 4 de setembro de 1990), conhecido apenas por James Bay, é um cantor, compositor e guitarrista britânico.

## Sobre
Tem como maiores singles "Hold Back the River" lançado em 2014 e de platina certificada, "Let it Go" e "Scars", todos do seu álbum de estreia Chaos and the Calm (2015), que ficou em #1 no Reino Unido e em #15 nos EUA.
Em 2016, Bay concorreu à Melhor Novo Artista e Melhor Música do Gênero Rock por “Hold Back The River" nos BRITs e Melhor Álbum de Rock nos GRAMMYs. Recebeu o Brit Awards em 2015, como Critics' Choice, e em 2016 como Melhor Artista Masculino Britânico.

## Discografia
- Chaos and the Calm (2014)
- Electric Light (2018)
- Leap (2022)